# Neumáticos de Avanzada
Neumáticos de Avanzada  S.A., conhecida também por suas siglas NA, é uma empresa da argentina, fabricante e provedora de pneus de competição de alto rendimento. Foi fundada a fins da década de 1980 pelo ex-piloto de Turismo Estrada, José Manuel Faraoni (h), quem dirigiu a mesma até uns anos antes do seu falecimento ocorrido em 2011.
Esta empresa, está caracterizada por ser provedora de borrachas para concorrências de automobilismo de velocidade da República Argentina além de exportar os seus produtos a países como Brasil, México e Venezuela. É a primeira fábrica nacional de borrachas de competição da Argentina. Na atualidade, esta empresa é provedora de pneus para as categorias Turismo Estrada e Turismo Nacional.

## História
Neumáticos de Avanzada S.A., nasceu no ano 1987, como uma resposta à necessidade de provisão de produtos nacionais para o automobilismo argentino. A crescente demanda da atividade, provocava que a provisão de material rodante, em sua maioria de origem estrangeira, não seja suficiente para cobrir a exigência que começava a propor a atividade, tendo em conta o vertiginoso avanço que começavam a experimentar a partir desse período, as principais categorias argentinas de automobilismo.
Foi de modo que por iniciativa do ex-piloto de Turismo Estrada José Manuel Faraoni (h), começou a produção destes compostos pneumáticos a partir do ano 1987. Foi então que a partir da aprovação e homologação dos seus produtos, neumáticos de avanzada começou paulatinamente a fornecer o mercado com seu produto NA-Carrera, substituindo na provisão de pneu a empresas reconhecidas, como o caso da francesa Michelin no Turismo Estrada.
Na atualidade, a participação de NA no mercado automotor argentino está destinada exclusivamente ao setor de competição, tendo uma importante presença a nível nacional devido à sua participação como provedora de compostos para diferentes categorias nacionais. Atualmente, destacam-se como clientes de Neumáticos de Avanzada S.A. as categorias nacionais Turismo Estrada (e suas divisionais inferiores), Turismo 4000 Argentino, Turismo Nacional (em suas duas classes), Fórmula Metropolitana, GT 2000 e Fórmula 4 Nova Geração. Assim mesmo, NA exporta o seu produto a diferentes países destacando-se a sua chegada ao Equador, México, Uruguai, Colômbia, Chile, África do Sul

### O produto
O principal produto de assinatura leva o nome de NA-Carrera e suas medidas de produção são adaptáveis aos diferentes tipos de categorias existentes, tendo versões de competição para automóveis de turismo e monopostos. Assim mesmo, a cada tipo de pneu apresenta dois estilos diferentes de compostos, sendo estes dependentes do tipo de condição climática.
Quanto às suas medidas, os compostos classificam-se da seguinte maneira:
| Turismos       | Turismos         | Monopostos    | Monopostos     |
| Andar seco     | Andar húmido     | Andar seco    | Andar húmido   |
| -------------- | ---------------- | ------------- | -------------- |
| 19.5 x 6 x 13  | 19.5 x 7 x 13    | 19.5 x 6 x 13 | 19.5 x 7 x 13  |
| 19.5 x 7 x 13  | 19.5 x 8 x 13    | 19.5 x 7 x 13 | 19.5 x 8 x 13  |
| 19.5 x 8 x 13  | 21 x 8 x 13      | 19.5 x 8 x 13 | 21 x 8 x 13    |
| 19.5 x 10 x 13 | 21 x 10 x 13     | 21 x 8 x 13   | 21 x 10 x 13   |
| 23.5 x 13 x 13 | 21 x 8 x 14      | 21 x 10 x 13  | 21.5 x 8 x 14  |
| 21.5 x 7 x 14  | 21 x 10 x 14     | 21.5 x 7 x 14 | 21.5 x 10 x 14 |
| 21.5 x 8 x 14  | 21 x 8 x 15      | 21.5 x 8 x 14 |                |
| 21 x 9 x 14    | 23 x 8 x 15      | 22 x 10 x 14  |                |
| 22 x 10 x 14   | 21 x 10 x 15     |               |                |
| 22.5 x 7 x 15  | 24.4 x 10 x 15   |               |                |
| 22.5 x 8 x 15  | 24 x 4 x 10 x 16 |               |                |
| 22.5 x 9 x 15  | 26 x 10 x 16     |               |                |
| 23 x 7 x 15    | 26.3 x 10 x 18   |               |                |
| 23 x 8 x 15    | 26.3 x 8 x 18    |               |                |
| 23 x 9 x 15    |                  |               |                |
| 23.5 x 9 x 15  |                  |               |                |
| 25 x 11 x 15   |                  |               |                |
| 24 x 7 x 16    |                  |               |                |
| 24 x 8 x 16    |                  |               |                |
| 24 x 9 x 16    |                  |               |                |
| 24 x 10 x 16   |                  |               |                |
| 25 x 10 x 16   |                  |               |                |
| 25 x 11 x 16   |                  |               |                |
| 26 x 11.5 x 16 |                  |               |                |
| 26 x 14 x 16   |                  |               |                |
| 24 x 7 x 17    |                  |               |                |
| 24 x 8 x 17    |                  |               |                |
| 24 x 10 x 17   |                  |               |                |
| 26.3 x 8 x 18  |                  |               |                |
| 26.3 x 10 x 18 |                  |               |                |
| 26.3 x 12 x 18 |                  |               |                |

- [3]